# Ilia Isorelýs Paulino
Ilia Isorelýs Paulino (Lawrence, 26 marzo 1995) è un'attrice e produttrice cinematografica statunitense attiva sia in campo cinematografico che televisivo e teatrale; è nota principalmente per aver interpretato Lila Flores nella commedia drammatica HBO Max The Sex Lives of College Girls e Alvida nella serie Netflix One Piece, adattamento live action dell'omonimo manga di Eiichirō Oda.

## Biografia
Ilia Isorelýs Paulino è nata a Lawrence, Massachusetts, in una famiglia di origini dominicane, che l'ha cresciuta con lo spagnolo come lingua madre, motivo per il quale ha sperimentato diverse difficoltà nei suoi primi approcci alla carriera recitativa. Ha una sorella minore, Noemi, anch'essa attrice. Ha iniziato ad appassionarsi al mondo dello spettacolo quando, nel 2008, all'età di tredici anni, dopo aver partecipato assieme ad un'amica all'audizione per una produzione cittadina ispirata a La bella e la bestia, ha ottenuto il ruolo da protagonista della Bestia.
Successivamente ha recitato nel cortometraggio del 2013 Innovation per poi decidere, dopo essersi diplomata alla Central Catholic High School di Lawrence, di concentrarsi sugli studi di arti drammatiche conseguendo due lauree, una presso la DeSales University di Center Valley, Pennsylvania, e una presso l'Università Yale.
Terminati gli studi, nel 2021 è apparsa in un ruolo secondario in Queenpins - Le regine dei coupon, mentre l'anno seguente è entrata a far parte del cast principale di The Sex Lives of College Girls, nei panni di Lila Flores. A marzo 2022 viene annunciato il suo ingresso nel cast della serie Netflix One Piece nel ruolo di Alvida, che riprende nella seconda stagione e per il quale arriva a perdere diversi chili.
Nel novembre 2023 ha co-fondato la società di produzione Cusp of Rebirth Productions, assieme a Donato Fatuesi e Logan Ellis.

## Filmografia

### Cinema
- Innovation, regia di Karl Holl - cortometraggio (2013)
- Queenpins - Le regine dei coupon (Queenpins), regia di Aron Gaudet (2021)
- Me Time - Un weekend tutto per me (Me Time), regia di John Hamburg (2022)
- Family Switch, regia di Amy Krouse Rosenthal (2023)
- Saving Bikini Bottom (Saving Bikini Bottom: The Sandy Cheeks Movie), regia di Liza Johnson (2024)
- Spit Me Out, regia di Lauren Ludwig - cortometraggio (2024)

### Televisione
- The Sex Lives of College Girls - serie TV, 23 episodi (2021-2025)
- One Piece - serie TV, 2 episodi (2023-in corso)

### Web
- Friendship / Therapy - webserie, 8 episodi (2023)

## Teatro
- Rapunzel (Pennsylvania Shakespeare Festival, Schubert Theatre della DeSales University, 2015)
- Pericle, principe di Tiro (Pennsylvania Shakespeare Festival, Schubert Theatre della DeSales University, 2015)
- La Sirenetta (Pennsylvania Shakespeare Festival, Schubert Theatre della DeSales University, 2016)
- Giulio Cesare (Pennsylvania Shakespeare Festival, Schubert Theatre della DeSales University, 2016)
- La bisbetica domata (Pennsylvania Shakespeare Festival, DeSales University Main Stage, 2016)
- La regina delle nevi (Pennsylvania Shakespeare Festival, Schubert Theatre della DeSales University, 2017)
- Evita (Pennsylvania Shakespeare Festival, DeSales University Main Stage, 2017)
- I tre moschettieri (Pennsylvania Shakespeare Festival, DeSales University Main Stage, 2017)
- Come vi piace (Pennsylvania Shakespeare Festival, DeSales University Main Stage, 2017)
- La dodicesima notte (Teatro dell'Università Yale, 2019)
- Antonio e Cleopatra (Pennsylvania Shakespeare Festival, DeSales University Main Stage, 2019)
- Vite in privato (Pennsylvania Shakespeare Festival, DeSales University Main Stage, 2019)
- Dance Nation (Los Angeles AGBO Stage Theatre, 2024)

## Doppiatrici italiane
Nelle versioni in italiano delle opere in cui ha recitato, Ilia Isorelýs Paulino è stata doppiata da:
- Ilaria Latini in Queenpins - Le regine dei coupon
- Valeria Vidali in Me Time - Un weekend tutto per me
- Eva Padoan in One Piece
- Guendalina Ward in Family Switch
- Gea Riva in Saving Bikini Bottom